# Андреадис, Йоргос
Йоргос Андреадис (греч. Γιώργος Ανδρεάδης; 1936 — 30 декабря 2015) — греческий писатель понтийского происхождения.

## Семья и молодость
Родился в 1936 году в Каламарья, пригороде македонской столицы, города Салоники, большую часть населения которого тогда составляли беженцы понтийского геноцида и последовавшего в 1922 −23 годах насильственного обмена населениями. Его семья прибыла в Салоники в 1930 году из Батуми.
Его отец, Кирьякос Андреадис, будучи активным сторонником независимости Понта, в период после Первой мировой войны был членом Национального собрания непризнанной Республики Понт.
Йоргос Андреадис окончил в Салониках «Колледж Анатолия», который также был своего рода «беженцем»: Колледж был создан американцами в 1886 году в городе Мерзифон Понта, но после геноцида греков и армян, а затем депортации оставшегося христианского населения, остался без учеников и также «бежал» в 1924 году Салоники.
Поскольку его семья в годы тройной германо-итало-болгарской оккупации Греции (1941-44) была связана с прокоммунистическими организациями Сопротивления, она была охарактеризована левых убеждений, что создавало ему некоторые проблемы с выездом за границу.
В 1955 году ему удалось выехать в Германию. Он поступил в Фрайбургский университет, где учился политической экономии.

## На землю Отечества
Tamer Çilingir, турецкий историк понтийского происхождения, пишет что Андреадис в течение 5 лет учёбы ни разу не покидал Германию, но как только получил возможность выехать, в начале марта 1960 года он выехал в Турцию, но не в Грецию, как подчёркивает Чилингир.
Чилингир пишет, что Андреадис готовился к этой поездке, параллельно с учёбой в университете он в течение 4 лет посещал уроки турецкого языка и «выучил язык».
Целью его визита на родину предков был Трабзон, где он посетил дом своей бабушки и отца.
После этого первого визита он посетил Понт ещё 52 раза.
За это время он написал 22 книги, в основном понтийской тематики. Согласно Чилингиру, его книги вызвали больший интерес в Турции, нежели в Греции.
Его роман «Тамама, потерянная дочь Понта», повествовавшая о осиротевшей девочке хранившей на протяжении своей жизни ‘тайну" своего греческого происхождения, был награждён в 1992 году «премией Абди Ипекчи».
Он передал авторские права на книгу комитету по реставрации, также осиротевшего и потерявшего свою паству, понтийской святыни, монастыря Панагия Сумела.
«Тамама», под названием «В ожидании облаков» (2004), был перенесён на экран турчанкой кино-режиссёром Устаоглу, Йешим.
Особый интерес вызвали его романы «Мангал памяти» (Το μαγκάλι της μνήμης) и «Криптохристиане» (Οι Κρυπτοχριστιανοί..
Книга под названием «Те кто несут скрытые религии» (Gizli Din Taşıyanlar) затрагивала «опасную» для Турции тему. Но для Андреадиса это была история его собственной семьи. Он повествовал о криптохристианстве в (южном) Причерноморье, где значительная часть коренного населения была вынуждена скрывать свою веру на протяжении веков.
Он пожертвовал авторские права на эту книгу муниципалитету древней Фокеи на далёком от Понта побережье Эгейского моря, но также как и Понт дважды пострадавшего в 1914 и в 1922 годах и потерявшего своё коренное население.
В книге «Это была буря» он использовал мемуары попа Продромоса Илиадиса и описывал геноцид понтийского эллинизма султанскими а затем кемалистскими властями при попустительстве и (даже) поддержке христианских государств Европы, не исключая только что образовавшуюся Советскую Россию.
Его знакомство и дружба с трапезундским писателем Хюсню Пашаоглу вскоре создали для Андреадиса ещё одно связующее звено с Понтом — они породнились семьями.
После смерти Хюсню, Андреадис установил на его могиле мраморную плиту с надписью на турецком и греческом: «Здесь спит мечтатель и борец греко-турецкой дружбы».
Андреадис написал книгу ‘Почему мой брат Хюсню" (Neden Kardeşim Hüsnü), и передал права на книгу губернатору Трапезунда для строительства средней школы на родине Хюсню, в Тонье, «в память о моём друге, брате и родственнике».
Книги и деятельность Андреадиса в Турции вызвали негативную реакцию националистических кругов в Греции, которые утверждали что его действия притупляли греческие национальные чувства, его даже именовали «наёмным агентом Анкары в Греции».
Но в Турции события принимали всё более планомерный характер. Командир полка жандармерии в Гиресуне, бригадный генерал Вели Кючюк начал кампанию против Андреадиса. Кючюк был недоволен тем что книги Андреадиса были «разбросаны по всему региону».
В своей статье профессор Экрем Экюн задавался вопросом, разве вы не знаете что книги Андреадиса причиняют боль и вред турецкому народу, что его отец был членом Совета Независимого Понта ?
Однако профессор Экюн не появился на объявленной совместной пресс-конференции с Андреадисом.
Генерал-лейтенант Мумджу суммировал своё понимание книг Андреадиса следующим образом: «Семьдесят пять лет назад мать одного из греков посадила дерево на нашей земле, а её дед построил хижину. Теперь они хотят наложить ипотеку на нашу страну».
Кампанию против Андреадиса продолжила в ноябре 1998 года газета «Ени Шафак». Согласно газете он пытался создать государство понтийцев, для чего он собирал местную молодёжь и пытался снова сделать монастырь Сумела функционирующим.
В декабре 1988 года Андреадису был запрещён въезд в Турцию. Причина его депортации была доведена до МИД Греции и заключалась в следующем: «Он нежелательный человек в Турции. Потому что это он против мира и чрезвычайно опасен. Он сотрудничает с силами, которые хотят нарушить безопасность и мир турецкого народа, и действует вместе с теми, кто угрожает турецкому государству».
Во время землетрясения 2004 года в Турции, Андреадис собрал средства и закупил три грузовика гуманитарной помощи. Поскольку он не мог сопровождать помощь сам, помощь сопровождала его жена.
Писатель Яшар Кемаль и десятки представителей турецкой интеллигенции подписали петицию о снятии запрета на въезд Андреадиса в страну
Сам Андреадис в своём письме Эрдогану позже писал:
«Я ждал 10 лет… Я терпеливо ждал, когда эта несправедливость будет исправлена, а клевета будет снята. Примите во внимание, что мне 73 года, и у меня нет времени ждать ещё 10 лет…Позвольте моему последнему желанию исполниться и когда придёт время, я буду похоронен в Трабзоне, где мои предки жили на протяжении 90 поколений».
Андреадис умер в 2015 году, в Салониках, где и был похоронен.
Тамер Чилингир опубликовал некролог под заголовком «Мы потеряли Йоргоса Андреадиса», который начинается следующими словами: «Другой изгнанник Понта тоскующий по своей Родине умер. Но ему запретили въезд в Турцию из-за написанных им книг».
Вскоре сам Чилингир отказался от кемалистского «счастья быть турком» (Как счастлив говорящий «я турок!» (тур. Ne mutlu Türküm diyene!)) и открыто заявил, что он является исламизированным понтийским греком. Это заявление, вместе с заявлением что турецкий парламент построен на православном кладбищеи шокирующей информацией о торговле кемалистов костьми жертв геноцидов христианосложнили его пребывание в стране и вынудили его уехать в Швейцарию.